# Szekund
A szekund (latin secunda = 'második') a zenében a diatonikus hangsor második fokát jelenti, illetve azt a hangközt, amely az első fokot a másodiktól elválasztja. Létezik nagyszekund, vagyis egészhang és kisszekund, azaz félhang. A többi hangközhöz hasonlóan mindkettő lehet bővített és szűkített is. A diatonikus hangsor nagy- és kisszekundok egymásutánjából építhető fel.
A püthagoraszi egészhang frekvenciája 9/8 arányban van az alaphanggal, ezt nagy egészhangnak nevezzük, nagysága 204 cent, szemben a 10/9 arányt képviselő kis egészhanggal, ami 182 centnek felel meg. A kétféle egészhang különbsége a szintonikus komma. A diatonikus hangsor ún. tiszta hangolásában mindkét egészhang szerepet kap. A kiegyenlített hangolású egészhang az oktáv 1/6-a, azaz 200 cent.
A Püthagoraszi hangolásból kétféle félhang adódik (apotomé és dieszisz), a tiszta hangolás a természetes harmonikus félhang mellett, amely a 16/15 arányon alapul, még további kétfélét használ (nagy és kis chroma).
Kiegyenlített hangolás esetén a félhang az egészhang fele, ez az oktáv 1/12 része, 100 cent.
A szekund a szeptim fordított, inverz hangköze, tehát az a hangköz, amely azt oktávra egészíti ki.

## Példa
- A tavaszi szél vizet áraszt kezdetű dal első hangköze nagyszekund.
- Az Örömóda dallamának első felfelé lépő hangköze kisszekund.